# Amangkurat II de Mataram
Amangkurat II fue susuhunan (sultán) de Mataram, antiguo Estado de Java central, entre 1677 y 1703.

## Guerras de ascensión al poder
Ascendió al poder tras una serie de rebeliones iniciadas en 1670 bajo el liderazgo de Trunajaya, hombre de armas a quien se le había prometido la isla de Madura y parte del este de Java. Trunajuya tuvo la ambición de proclamarse soberano de Mataram tras la muerte de Amangkurat I en 1677. Amangkurat II, ganada la guerra contra su padre y coronado susuhunan, obtuvo el apoyo de la Compañía Neerlandesa de las Indias Orientales. El 25 de noviembre de 1678 Kediri, base de Trunajuya, fue tomada por un contingente de javaneses y europeos, y la rebelión se desintegró rápidamente. Trunajuya, que logró escapar de Kediri, fue capturado al año siguiente y condenado a muerte por el propio rey en 1680.
Sin embargo Amangkurat II tuvo que hacer frente a las rebeliones en otros lugares, que habían surgido durante la guerra contra su padre que él mismo había iniciado. Tuvo éxito gracias a su alianza con los holandeses, y obtuvo el reconocimiento como rey legítimo de Mataram por cada vez más gobernantes de Java. Aunque tres de sus hermanos se le habían opuesto, los dos mayores rivales habían muerto en la guerra. En 1680 Amangkurat II maniobró para enfrentarse al tercero, su hermano Pangeran Puger. Pangeran lanzó un ataque a Kartasura, lugar de asentamiento de la corte, en 1681, pero en noviembre de ese año fue derrotado por los europeos, quienes garantizaron su vida a cambio del reconocimiento de su hermano como soberano legítimo.

## Paz interna y conflictos con los holandeses
A comienzo de la década de 1680 Mataram, gracias a la actuación de los holandeses, aplastó las últimas pequeñas revueltas y entró en un periodo de calma relativa. A pesar de todo la alianza entre Mataram y la Compañía Neerlandesa terminó generando más conflictos de los que había resuelto. Con la paz la necesidad de Amangkurat II de pedir apoyo a los holandeses fue decreciendo paulatinamente, y sus relaciones se fueron deteriorando. De este modo Amangkurat II incumplió pagos militares y tratados comerciales.
En 1682 la Compañía Neerlandesa dejó de pagar la deuda del susuhunan, que ascendía entonces a 1 540 000 reales, cinco veces la suma del tesoro soberano cuando lo encontró Trunajuya en 1677. Además la industria textil javanesa se desarrolló rápidamente en estos años y, aunque la Compañía Neerlandesa tenía el monopolio sobre su comercio, las costas de Java se hicieron inseguras debido al aumento de incursiones piratas. La propia Compañía entró en una fase compleja debido al descubrimiento de la corrupción y el abuso de poder de su director, Speelman, a la muerte de éste en 1684. Los holandeses enviaron una embajada a Batavia en 1685, y posteriormente a Mataram en 1686, para poner en orden los acuerdos hechos durante el gobierno de Speelman. Una vez en la corte el embajador y otros 74 holandeses fueron asesinados. Después de este incidente los 248 europeos sobrevivientes se marcharon de Mataram y los holandeses abandonaron su guarnición en el sultanato.

## Independencia del este de Java
Surapati logró la independencia del este de Java, creando un reino que duraría cerca de ochenta años. En 1690 Amangkurat II envió un gran ejército que fue escandalosamente vencido. Amangkurat II trató sin éxito de conseguir el apoyo de Países Bajos y Siam contra Surapati. En esa época tanto Amangkurat II como la Compañía Neerlandesa de las Indias Orientales mostraron actitudes aprensivas y cautas; la Compañía, por su parte, no deseaba una nueva guerra en el centro de Java, puesto que enfrentaba diversos conflictos externos e internos, y únicamente contaba con 869 militares europeos para defender sus intereses en la zona. Para Amangkurat II, la guerra abierta tampoco era atractiva. Los territorios del este de Java caían en poder de Surapati y al norte del río Brantas el territorio mataramiense no se resistía a la influencia de los señores del oeste de Madura.
La corte de Amangkurat II se divisió en dos facciones, los simpatizantes con el príncipe heredero, que se convertiría en Amangkurat III, y los simpatizantes con el hermano del rey Pangeran Puger, que llegaría a ser Pakubuwana I. A su vez el príncipe heredero mantenía un contacto amistoso con Surapati.
En 1702 Amangkurat II envió un emisario secreto a la Compañía Neerlandesa para expresar su deseo desesperado de reconciliación, infructuosamente, ya que no fue creído. Un año después murió y fue sucedido por su hijo Amangkurat III.